# Santé sociale
La santé sociale est une des principales composantes de la santé avec la santé physique et la santé mentale. Elle tient compte du contexte social, environnemental et systémique de la santé. Ainsi, la médecine sociale est l'expression, en médecine, d'une approche écosystémique en santé humaine.  Les principaux professionnels en santé sociale sont les travailleurs sociaux et les sociologues de la santé.[réf. souhaitée]

## Mentions
Des tentatives pour calculer la santé sociale des populations ont été faites en 1980 et en 2008 avec l'indice de santé sociale. Ces indicateurs démographiques se sont montrés très imparfaits et déséquilibrés jusqu'à maintenant.
La Déclaration de Jakarta place, en 1997, au premier plan certains déterminants sociaux de la santé tels que la paix, l'éducation, la sécurité sociale,  les relations sociales, la justice sociale, le respect des droits humains et l'équité, notamment. Ces déterminants de la santé posent les bases de la médecine sociale.
En 2016, le psychiatre et chercheur à l'École de médecine de l'Université Harvard, Robert J. Waldinger, annonce les résultats de l'Étude de Grant, effectuée sur une durée de 75 ans, dans le cadre du programme de recherches en développement humain de l'Université. Il semblerait que la qualité des rapports sociaux est un des principaux déterminants du bonheur et de l'espérance de vie des adultes,.
Jusqu'en 2017, le ministère des Solidarités et de la Santé français étaient nommé «Ministère des Affaires sociales et de la Santé». Les affaires sociales font partie du même ministère que la santé publique. 
Au Québec, la santé sociale fait partie du même système que les 2 autres composantes de la santé avec le Ministère de la Santé et des Services sociaux. De même, depuis peu, le service téléphonique de première ligne Info-Santé offre également un service d'Info-Social,.